# شرف الجبرى (حالمين)

تعديل مصدري - تعديل

شرف الجبرى هي إحدى قرى عزلة حبيل الريدة بمديرية حالمين التابعة لمحافظة لحج، بلغ تعداد سكانها 67 نسمة حسب تعداد اليمن لعام 2004.